# John Filan
John Richard Filan, avstralski nogometaš, * 8. februar 1970, Sydney, Avstralija.
Filan je nekdanji nogometni vratar.